# Кабан, Трофим Трофимович
Трофим Трофимович Каба́н (1908 — ?)— советский хозяйственный, государственный и политический деятель, Герой Социалистического Труда.

## Биография
Родился в 1908 году в станице Шкуринская (ныне Кущёвский район, Краснодарский край). Член ВКП(б).
С 1924 года — на хозяйственной, общественной и политической работе. В 1924—1956 годах — колхозник, механизатор, комбайнёр Штейнгартской МТС, участник Великой Отечественной войны, старшина стрелковой роты 193-го пластунского полка 9-й пластунской Краснодарской дивизии, комбайнер Штейнгартской МТС Штейнгартского района Краснодарского края.
Погиб в ДТП на мотоцикле после 1956 года.

## Признание
- Герой Социалистического Труда (16.4.1949) — за получение высоких урожаев пшеницы при выполнении колхозами обязательных поставок и контрактации по всем видам сельскохозяйственной продукции, натуроплаты за работу МТС в 1948 году и обеспеченности семенами всех культур в размере полной потребности для весеннего сева 1949 года
- Сталинская премия третьей степени (1951) — за усовершенствование методов работы на зерновых комбайнах
- четыре ордена Ленина (16.4.1949; 2.6.1950; 25.4.1951; 10.6.1952)
- медали